# Ilja
Ilja eller Ilija (ryska: Илья) är den slaviska formen av det hebreiska mansnamnet Elia (אליהו).